# Netgrond

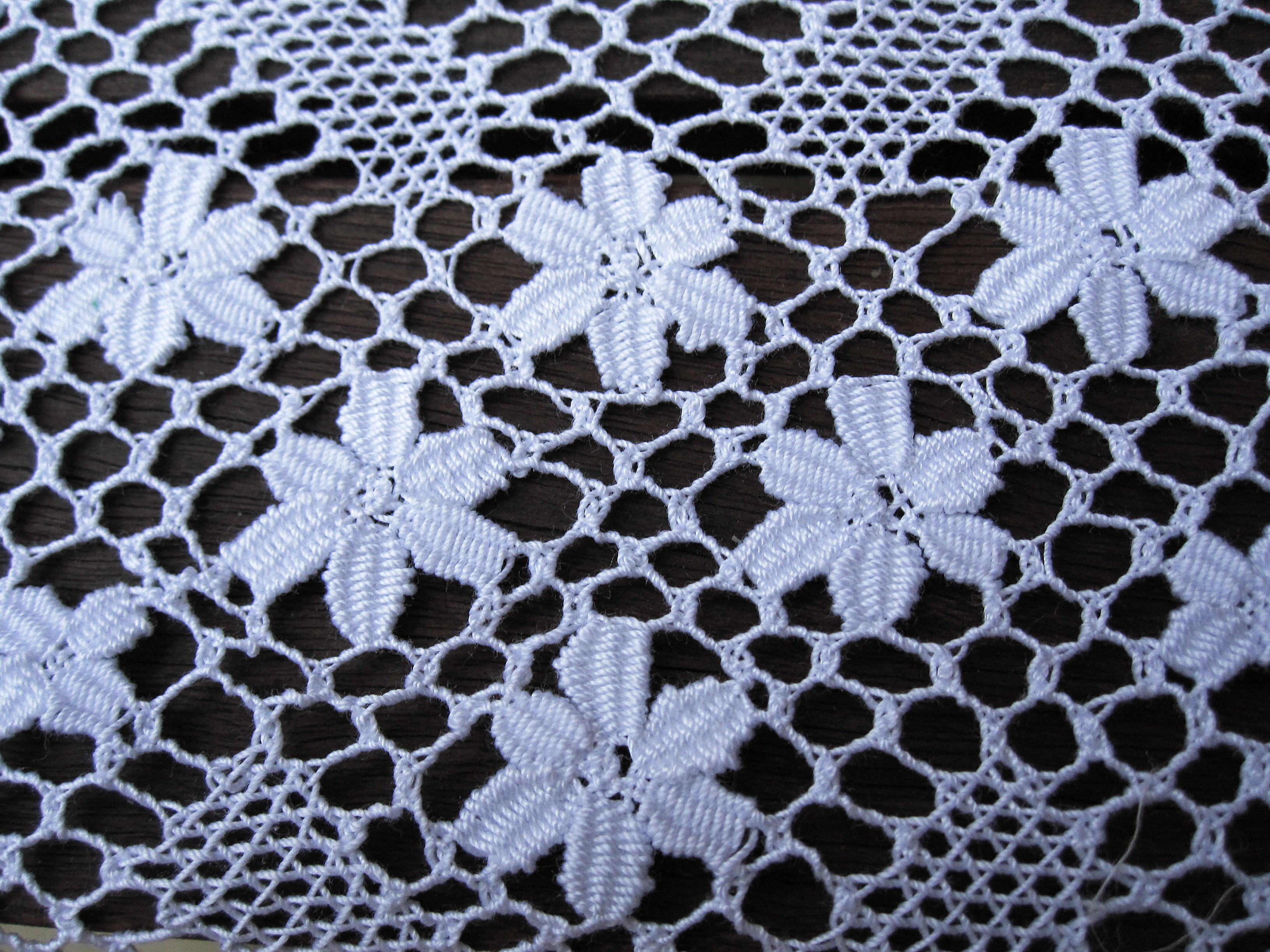
Kant met bloemblaadjes op een grondpatroon van torchon, het patroon met de grote gaten

Netgrond is een term uit het kantklossen. Het is het patroon dat veelal voor de achtergrond van kant gebruikt wordt. Er zijn verschillende slagen mogelijk, zoals de vetergatslag, torchon, diëpeslag, gesloten speldslag, brusselse slag etc.